# Kapelle von Chalières

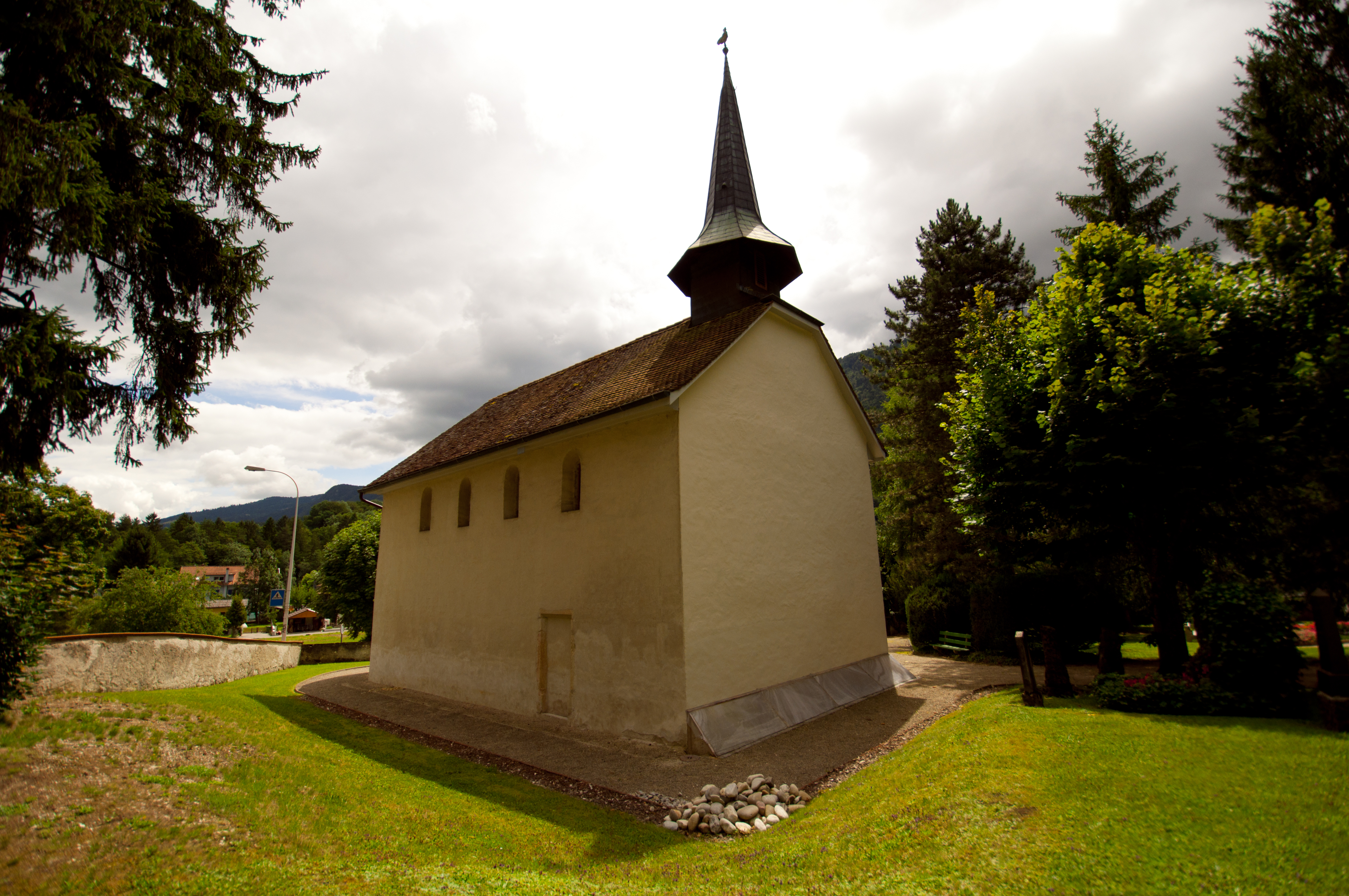
Kapelle von Chalières

Die romanische Kapelle von Chalières (früher Saint-Pierre genannt) steht südwestlich von Moutier an der Strasse nach Perrefitte auf einem Friedhof. Sie wurde im Jahre 1019 in Anwesenheit von Kaiser Heinrich II. eingeweiht. Sie ist ein Zeugnis aus der Zeit des Übergangs vom ottonischen zum romanischen Stil in der Westschweiz und dürfte dem Kloster Moutier-Grandval als Kirche gedient haben.
Der schlichte Grundriss besteht aus einem rechteckigen Schiff mit einer Apsis, die von einem Dachreiter überhöht ist. Die Apsiskalotte ist mit bedeutenden Wandmalereien ausgestattet. Der segnende Christus in der Aureole (sogenannter Maiestas Domini) wird von den zwölf Aposteln von den vier Evangelistensymbolen umgeben. Im Scheitelpunkt des Triumphbogens ist der bartlose Christus in einem Medaillon dargestellt. Links opfert Abel ein Lamm, rechts hält Kain eine Ährengarbe.